# مديدة (اسم)
مديدة هو اسم علم مؤنث من أصل عربي، ومعناه هو صفة مشبهة، الكريمة المتسامحة النبيلة.

## وصلات خارجية
- موسوعة السلطان قابوس لأسماء العرب